# 湖川友謙
湖川 友謙（こがわ とものり、1950年1月3日 - ）は、日本のアニメーター、キャラクターデザイナー、アニメ演出家。旧名は湖川 滋（こがわ しげる）。そのほか、園田美世、花畑まう、小国一和、亥間我子、重塚我子、江塚我子、駅間我子、TOIIIO、枯葉紅葉、音間聞、下井草伊井乃弼、小馳那乃國広道など、多数の別名義を用いている。NEOX顧問。北海道紋別郡遠軽町出身。出生時の名は滋であったが、姓名判断の結果を受け、手続きを経て正式に友謙に改名している。

## 概要
1970年代の『宇宙戦艦ヤマト』シリーズ、『銀河鉄道999』といった松本零士作品の作画監督を経て、1980年代に、『伝説巨神イデオン』『戦闘メカ ザブングル』『聖戦士ダンバイン』といった日本サンライズ制作の富野由悠季監督のテレビアニメのキャラクターデザインを手掛けた。代表作は作画のほとんどを自ら手がけていたアニメ映画『伝説巨神イデオン 発動篇』。
あらゆる画風の作品に対応するフレキシブルさとしっかりとしたデッサンで描かれた骨格の入ったキャラクターが特徴で、あおりと言われる構図を得意とした。
「アニメック」でのインタビューによれば「表情表現が乏しくなる」と眼の大きいキャラクターを批判するものの、少女漫画作品をも得意分野としている。さいとうたかをの絵に衝撃を口にする一方で、師匠と呼べる存在はいないと語る。
1979年に作画スタジオとして有限会社ビーボォー設立。北爪宏幸、大森英敏をはじめとして、坂本英明、平野俊弘、板野一郎、矢木正之、遠藤栄一、垣野内成美、恩田尚之、わたなべぢゅんいち、窪岡俊之、辻清光、寺東克己、所智一、筱雅律、沢田正人、宇佐美皓一、南伸一郎、中村悟、仲盛文、越智博之、山下明彦、斉藤昭子、小曽根正美、山根理宏、さとうけいいち、山形厚史、高岡淳一、吉岡敏幸といったアニメーターが所属した。数度のメンバーの独立、離脱を経て、1989年にビーボォーは解散した。
ビーボォーの湖川門下生ではないが、湖川から影響を受けたアニメーターには、稲野義信、中沢一登、黄瀬和哉、後藤圭二らがいる。さらにアニメーターの長谷川眞也は、2000年頃のリアル志向のアニメの作画は湖川の流れにあるのではないかと見ている。
1985年から1986年にかけて著された作画技術書『アニメーション作画法』『アニメーション作画法・実技編』は、1980年代に多くのアニメーターや漫画家、それらを志す人間に支持された。それらの著書はしばらく絶版状態であったが、2007年に新装改訂版として『アニメーション作画法 デッサン・空間パースの基本と実技』が刊行されている。湖川はアニメ専門学校で講師としても後進の育成に励んでおり、東京アニメーター学院、東映アニメーション研究所で教鞭を振るった。

## 略歴
北海道遠軽高等学校卒業時に、彫塑家を志望して武蔵野美術大学を受けるも合格せず、友人の付き合いで行った東京ムービーのアニメーター採用試験を受けて1970年に東京ムービーへ入社。
テレビアニメ『巨人の星』の動画からキャリアをスタートさせるが、早くから才能を認められ、動画を描き始めてすぐ原画昇格の話が持ちかけられたほど。数ヶ月後には原画に昇格するが、1971年から仲間のアニメーターの誘いでタツノコプロ作品に外注として参加し、東京ムービーを9ヶ月で退社する。その後、ＡＣ企画、ベンゲシャンといったスタジオの設立に参加。スタジオメイツ経由で古巣の東京ムービー制作作品にも外注として参加した。
1971年から1976年まで、『アニメンタリー 決断』を始めとして、『科学忍者隊ガッチャマン』『破裏拳ポリマー』『宇宙の騎士テッカマン』『ヤッターマン』とタツノコプロの代表作の原画を立て続けに描き、後にそのリアルな作風も相まって湖川はタツノコ系アニメーターと目されるようになる。須田正己、二宮常雄とともにタツノコプロ三羽烏とも呼ばれていた。このことからタツノコ所属のアニメーターだったと誤解されがちだが、タツノコ作品へは外注としての参加でタツノコの社内で仕事をしていたわけではない。これらの仕事もあくまでもフリーのアニメーターとして行ったものである。本人も「アメコミ風」「タツノコ系」と自分の画風を評されるのを否定する発言を、『伝説巨神イデオン』で知名度が増してから幾度となく行なっている。
1977年からはタツノコプロ作品を離れ、タツノコの演出家だった布川ゆうじが手がける和光プロの『激走!ルーベンカイザー』やタツノコのメカデザイナーだった大河原邦男が手がける『合身戦隊メカンダーロボ』、東映動画の『超人戦隊バラタック』といったテレビアニメで作画監督を手がけるようになった。東映動画での仕事は、1978年のアニメ映画『さらば宇宙戦艦ヤマト 愛の戦士たち』、テレビアニメ『銀河鉄道999』のキャラクターデザインと総作画監督の仕事へ繋がった。
同年には日本サンライズの『無敵鋼人ダイターン3』の敵側のキャラクターデザインを担当。東映動画と掛け持ちだったため、ペンネームでの参加だった。日本サンライズでは1980年の『伝説巨神イデオン』から富野由悠季とコンビを組み、1984年の『重戦機エルガイム』まで片腕として活躍した。（『エルガイム』と並行して、『超時空騎団サザンクロス』のキャラクターデザインも同作の監督の長谷川康雄からの依頼で担当している。）
その後番組『機動戦士Ζガンダム』は既にスタジオぱっくとして独立した北爪宏幸らに任せて殆ど参加せず（数回のみビーボォーの参加回が存在する）、主宰するビーボォーのメンバーを引き連れて、古巣タツノコプロで『よろしくメカドック』『炎のアルペンローゼ』の作画や東映動画で『オーディーン 光子帆船スターライト』のキャラクターデザイン(男性キャラのみ)・作画監督を引き受ける。
1983年から1984年に徳間書店『ザ・モーションコミック』でマンガを発表。さらに1984年から1985年にかけては原作・監督・脚本・キャラクターデザイン・作画監督を手がけた『GREED』、『COOL COOL BYE』の2本の作品を製作。
1990年代以降は、テレビアニメの絵コンテや作画監督をペンネームで務める。同時期には『宇宙の騎士テッカマンブレード』や『新世紀エヴァンゲリオン』など、一時期離れていたタツノコプロ作品に関わる機会も多くなっていった。2005年にはアニメ映画『あした元気にな〜れ!』のキャラクターデザインと作画監督で久しぶりに気を吐いた。
2007年から2008年にかけてはテレビアニメ『さよなら絶望先生』及び『俗・さよなら絶望先生』の絵コンテ、作画監督を担当。同作で提供したエンドカードでは『イデオン』や『ダンバイン』のキャラもさりげなく描くサービスを見せた。
2009年12月公開の劇場作品『宇宙戦艦ヤマト 復活篇』の総作画監督・キャラクターデザインを担当した。
2017年2月に劇場公開された『宇宙戦艦ヤマト2202 嚆矢篇』では、ガトランティス側のズォーダーとサーベラー登場シーンで原画を担当している。これは監督の羽原信義が、旧作『さらば宇宙戦艦ヤマト 愛の戦士たち』へのオマージュとして、同作で総作画監督を務めた湖川に声を掛けたものである。その際、湖川の持ち味を生かすように、アオリの構図を特に用意して依頼したという。
近年はアニメ関連のものに限らずイベントやトークショーなど積極的に出演しているほか、東日本大震災支援のためのチャリティイベントを主催している。また、2017年からは、福島県鏡石町で実施されている「かがみいし田んぼアート」のデザインを担当している。

## エピソード
- 湖川と並んで富野監督作品のキャラクターデザイン・作画監督を務めた安彦良和とは同郷で、出身高校も同じ（安彦が2学年上）であるが、お互いアニメ業界に入るまで面識はなく、タクシー内での会話中に偶然わかったという[27]。ビーボォーのメンバーで『Ζガンダム』や『ガンダムΖΖ』、『閃光のハサウェイ』に作画監督として関わる恩田尚之も同校の卒業生である。

- 『伝説巨神イデオン』では湖川の妻が動画で参加しており、スタッフクレジットにも妻の名前が表記されている。また、湖川が『無敵鋼人ダイターン3』などで使用したペンネームである小国一和の「小国」は妻の旧姓である[28]。

- 1994年、日本物産から発売されたPCエンジン用ゲームソフト『聖戦士伝承・雀卓の騎士』は『聖戦士ダンバイン』のパロディ要素が濃い作品であるが、作画監督及びキャラクターデザインを勤めている（ちなみにゲームの主演は『ダンバイン』でも主人公を演じた中原茂）。

- 日本サンライズ（現：バンダイナムコフィルムワークス（サンライズブランド））で担当した作品ではメカニックデザインに深く関わることも多く、『戦闘メカ ザブングル』のウォーカーマシンや『聖戦士ダンバイン』のオーラバトラーの最終デザインは、ほぼすべて湖川によるデザイン修正ないしプロポーション修正が施されている。また、『伝説巨神イデオン 発動編』のザンザ・ルブ、『ダンバイン』のビルバイン、『重戦機エルガイム』のエンディングアニメーションに登場するヘビーメタルは湖川のオリジナルデザインである。

- 2019年7月、3年ほど前から、かつてキャラクターデザインを担当したテレビアニメのイラストなどを原作者の承諾を得ずにヤフオク!に無断出品しており、著作権侵害の疑いがあることが明らかになった。週刊誌のインタビューに湖川は、原作の漫画とアニメのキャラクターデザインは別物であり、後者は自分の「作品」であると主張している[29]。

## 参加作品
(NC) … クレジット表記なし

### テレビアニメ
| 放送年    | タイトル                                                           | クレジット                                                                       | 名義                      |
| --------- | ------------------------------------------------------------------ | -------------------------------------------------------------------------------- | ------------------------- |
| 1970      | 巨人の星                                                           | 原画 動画                                                                        | (NC)                      |
| 1970      | アタックNo.1                                                       | 動画                                                                             | (NC)                      |
| 1970      | タイガーマスク                                                     | 動画                                                                             | 湖川滋                    |
| 1971      | アニメンタリー 決断                                                | 原画                                                                             | 湖川滋                    |
| 1971      | 昆虫物語 みなしごハッチ                                            | 原画                                                                             | 湖川滋                    |
| 1971      | ルパン三世                                                         | 原画                                                                             | (NC)                      |
| 1972      | アニメ・ドキュメント ミュンヘンへの道                              | 原画                                                                             | 湖川滋                    |
| 1972      | 樫の木モック                                                       | 原画                                                                             | 湖川滋                    |
| 1972      | 赤胴鈴之助                                                         | 原画                                                                             | 湖川滋                    |
| 1973-1974 | 科学忍者隊ガッチャマン                                             | 原画                                                                             | 湖川滋                    |
| 1974-1975 | 破裏拳ポリマー                                                     | 原画                                                                             | 湖川滋                    |
| 1975      | 宇宙戦艦ヤマト                                                     | 原画                                                                             | 湖川滋                    |
| 1975      | ガンバの冒険                                                       | 原画                                                                             | 湖川滋                    |
| 1975      | 宇宙の騎士テッカマン                                               | 原画                                                                             | 湖川滋                    |
| 1976      | タイムボカン                                                       | 原画                                                                             | 湖川滋                    |
| 1976      | ゴワッパー5 ゴーダム                                               | 原画                                                                             | 湖川滋                    |
| 1977      | あらいぐまラスカル                                                 | レイアウト                                                                       | (NC)                      |
| 1977      | ヤッターマン                                                       | 原画                                                                             | 湖川滋                    |
| 1977      | マグネロボ ガ・キーン                                              | 作画監督 原画                                                                    | 湖川滋                    |
| 1977      | 合身戦隊メカンダーロボ                                             | 作画監督 原画                                                                    | 小国一和                  |
| 1977      | ジェッターマルス                                                   | 作画監督 原画                                                                    | 湖川滋                    |
| 1977      | 超スーパーカー ガッタイガー                                        | 作画監督                                                                         | 湖川滋                    |
| 1977      | 激走!ルーベンカイザー                                              | 作画監督                                                                         | 湖川滋                    |
| 1977-1978 | 超人戦隊バラタック                                                 | 作画監督 原画                                                                    | 湖川滋                    |
| 1978      | まんが日本絵巻                                                     | キャラクターデザイン 作画監督 原画                                               | 小国一和                  |
| 1978      | 100万年地球の旅 バンダーブック                                     | 原画                                                                             | 湖川滋                    |
| 1978      | キャプテン・フューチャー                                           | OP/ED作画監督 OP/ED原画                                                          | 湖川滋                    |
| 1978      | 科学忍者隊ガッチャマンII                                           | 作画監督                                                                         | (NC)                      |
| 1978      | 宇宙戦艦ヤマト2                                                    | 原画                                                                             | (NC)                      |
| 1978-1979 | 無敵鋼人ダイターン3                                                | キャラクターデザイン                                                             | 小国一和                  |
| 1978-1979 | 無敵鋼人ダイターン3                                                | 作画監督 原画                                                                    | 重塚我子 江塚我子         |
| 1978-1979 | 銀河鉄道999                                                        | キャラクター設計                                                                 | 湖川滋 →湖川友謙          |
| 1978-1979 | 銀河鉄道999                                                        | 総作画監修                                                                       | 湖川滋                    |
| 1979      | 機動戦士ガンダム                                                   | 原画                                                                             | 駅間我子                  |
| 1979      | ザ☆ウルトラマン                                                    | 作画                                                                             | 駅間我子                  |
| 1979      | 宇宙戦艦ヤマト 新たなる旅立ち                                      | 原画                                                                             | 湖川滋                    |
| 1979      | 海底超特急 マリン・エクスプレス                                    | (不明)                                                                           | (NC)                      |
| 1979      | 銀河鉄道999 君は戦士のように生きられるか!!                         | 総作画監修                                                                       | 湖川滋                    |
| 1979      | 銀河鉄道999 君は戦士のように生きられるか!!                         | 作画監督                                                                         | 湖川友謙                  |
| 1979      | 宇宙空母ブルーノア                                                 | (不明)                                                                           | (NC)                      |
| 1979-1980 | 科学忍者隊ガッチャマンF                                            | 作画監督                                                                         | 湖川友謙                  |
| 1980      | 銀河鉄道999 永遠の旅人エメラルダス                                 | キャラクター設計 作画監督                                                        | 湖川友謙                  |
| 1980      | 銀河鉄道999 君は母のように愛せるか!!                               | キャラクター設計                                                                 | 湖川友謙                  |
| 1980-1981 | 伝説巨神イデオン                                                   | キャラクターデザイン アニメーションディレクター レイアウト 作画監督 作画監修     | 湖川友謙                  |
| 1980-1981 | 伝説巨神イデオン                                                   | 色彩設計                                                                         | (NC)                      |
| 1981      | 鉄腕アトム                                                         | 原画                                                                             | 湖川友謙                  |
| 1982-1983 | 戦闘メカ ザブングル                                                | キャラクターデザイン 作画監督チーフ 原画                                         | 湖川友謙                  |
| 1982-1983 | 戦闘メカ ザブングル                                                | 作画監督                                                                         | 湖川友謙 中内一行         |
| 1983-1984 | 聖戦士ダンバイン                                                   | キャラクターデザイン 作画監督チーフ 作画監督 作画監修 原画                       | 湖川友謙                  |
| 1984      | 超時空騎団サザンクロス                                             | キャラクターデザイン原案                                                         | 湖川友謙                  |
| 1984      | 超時空騎団サザンクロス                                             | キャラクターデザイン                                                             | 園田美世                  |
| 1984      | 銀河漂流バイファム                                                 | 第34話：ハーモニー作画                                                           | 湖川友謙                  |
| 1984-1985 | 重戦機エルガイム                                                   | アニメーションディレクター ストーリーボード                                      | 湖川友謙                  |
| 1984-1985 | 重戦機エルガイム                                                   | OP1/ED1絵コンテ                                                                  | (NC)                      |
| 1984-1985 | 重戦機エルガイム                                                   | 作画監督                                                                         | 亥間我子 園田美世         |
| 1984-1985 | 重戦機エルガイム                                                   | 原画                                                                             | 亥間我子                  |
| 1985      | 炎のアルペンローゼ ジュディ&ランディ                               | OP作画監督                                                                       | 湖川友謙                  |
| 1989-1990 | がきデカ                                                           | 絵コンテ 演出 作画監督                                                           | 湖川友謙                  |
| 1992      | あしたへフリーキック                                               | 作画監督                                                                         | 藍葉古卯                  |
| 1992-1993 | 宇宙の騎士テッカマンブレード                                       | キャラクターデザイン設定                                                         | TOIIIO                    |
| 1992-1993 | 宇宙の騎士テッカマンブレード                                       | 作画コーディネーター 原画                                                        | 湖川友謙                  |
| 1992-1993 | 宇宙の騎士テッカマンブレード                                       | 作画監督                                                                         | 藍葉古卯                  |
| 1992-1993 | 宇宙の騎士テッカマンブレード                                       | ED1/ED2作画                                                                      | (NC)                      |
| 1993      | 無責任艦長タイラー                                                 | 作画監督                                                                         | 湖川友謙                  |
| 1993      | 無責任艦長タイラー                                                 | 原画                                                                             | 園田美世                  |
| 1994      | 超くせになりそう                                                   | 作画監督                                                                         | 花畑まう                  |
| 1994      | ジャングルの王者ターちゃん                                         | 作画監督 原画                                                                    | 花畑まう                  |
| 1994-1995 | 銀河戦国群雄伝ライ                                                 | 絵コンテ 作画監督                                                                | 花畑まう                  |
| 1995      | 十二戦支 爆烈エトレンジャー                                        | 絵コンテ 作画監督                                                                | 花畑まう                  |
| 1996      | 新世紀エヴァンゲリオン                                             | 作画監督                                                                         | 花畑まう                  |
| 1996      | 新世紀エヴァンゲリオン                                             | 原画                                                                             | 花畑まう 為家尽人 森木植  |
| 1997      | マッハGoGoGo                                                       | 絵コンテ                                                                         | 湖川友謙                  |
| 1997      | マッハGoGoGo                                                       | 作画監督                                                                         | 郷合郷                    |
| 1997      | マッハGoGoGo                                                       | 原画                                                                             | 為家尽人                  |
| 1997      | HARELUYA II BØY                                                    | 絵コンテ 演出 作画監督                                                           | 為家尽人                  |
| 1997      | 深海伝説MEREMANOID                                                 | 作画監督                                                                         | 為家尽人                  |
| 1998      | TRIGUN                                                             | 絵コンテ 作画監督                                                                | 蒔田史海                  |
| 1998      | ポケットモンスター                                                 | 作画監督                                                                         | 林広道                    |
| 1999-2000 | メダロット                                                         | 絵コンテ 演出 作画監督                                                           | 湖川友謙                  |
| 2000      | ドッとKONIちゃん                                                   | 演出 作画監督 原画                                                               | 戸西稀                    |
| 2001      | The Soul Taker 〜魂狩〜                                            | 作画監督                                                                         | 為家尽人                  |
| 2001      | 神鵰侠侶 コンドルヒーロー                                          | 演出 絵コンテ 作画監督                                                           | 為家尽人                  |
| 2001-2002 | しあわせソウのオコジョさん                                         | 絵コンテ 作画監督                                                                | 蒔世捺子                  |
| 2002      | G-onらいだーす                                                     | 原画                                                                             | 為家尽人                  |
| 2002      | まほろまてぃっく〜もっと美しいもの〜                               | 作画監督 原画                                                                    | 枯葉紅葉                  |
| 2002-2003 | OVERMANキングゲイナー                                              | 作画監督                                                                         | 下井草伊井乃弼            |
| 2003      | THE ビッグオー second season                                       | 原画                                                                             | 為家尽人                  |
| 2003      | クラッシュギアNitro                                                | 作画監督                                                                         | 下井草伊井乃弼            |
| 2003      | DEAR BOYS                                                          | 作画監督                                                                         | 書紫乃家柳太朗            |
| 2003      | キノの旅 the Beautuful World                                       | 原画                                                                             | 書紫乃家柳太朗            |
| 2004      | ギルガメッシュ                                                     | 作画監督                                                                         | 為家尽人                  |
| 2004      | この醜くも美しい世界                                               | 原画                                                                             | 馬巳家林果                |
| 2004      | 鉄人28号                                                           | 作画監督 原画                                                                    | 丹重谷鉄人                |
| 2004      | Φなる･ あぷろーち                                                  | OP原画                                                                           | 湖川友謙                  |
| 2005      | ゾイドジェネシス                                                   | 原画                                                                             | 馬巳家林果                |
| 2006      | 雪の女王 〜THE SNOW QUEEN〜                                        | 作画監督                                                                         | 湖川友謙                  |
| 2006      | 妖逆門                                                             | 原画                                                                             | 馬巳家林果                |
| 2006      | REC                                                                | 原画                                                                             | 湖川友謙                  |
| 2007      | ネギま!?                                                           | 絵コンテ 作画監督 原画                                                           | 音間聞                    |
| 2007      | ひだまりスケッチ                                                   | 作画監督協力                                                                     | 音間聞                    |
| 2007      | ぷるるんっ!しずくちゃん                                            | 作画監督                                                                         | 蕗此此                    |
| 2007      | Sola                                                               | 原画                                                                             | 蕗此此                    |
| 2007      | 鋼鉄神ジーグ                                                       | 原画                                                                             | 蕗此此                    |
| 2007      | さよなら絶望先生                                                   | 作画監督                                                                         | 湖川友謙                  |
| 2007      | しゅごキャラ!                                                      | 原画                                                                             | 蕗此此                    |
| 2007-2008 | ぷるるんっ!しずくちゃん あはっ☆                                    | 作画監督                                                                         | 蕗此此                    |
| 2007-2008 | ボノロン 〜不思議な森のいいつたえ〜                                | 絵コンテ 演出                                                                    | 湖川友謙                  |
| 2007-2008 | ボノロン 〜不思議な森のいいつたえ〜                                | 作画監督                                                                         | 湖川友謙 蕗此此           |
| 2007-2008 | ボノロン 〜不思議な森のいいつたえ〜                                | 原画                                                                             | 蕗此此                    |
| 2008      | 俗・さよなら絶望先生                                               | 絵コンテ 作画監督 第7話：エンドカード                                            | 湖川友謙                  |
| 2008      | 俗・さよなら絶望先生                                               | 原画                                                                             | 湖川友謙 斉藤広道         |
| 2008      | かのこん                                                           | 演出 作画監督                                                                    | 斉藤広道                  |
| 2008      | メジャー                                                           | 作画監督                                                                         | 湖川友謙                  |
| 2010      | FAIRY TAIL                                                         | 原画                                                                             | 湖川友謙                  |
| 2010      | 名探偵コナン                                                       | 原画                                                                             | 為家尽人                  |
| 2010      | 裏切りは僕の名前を知っている                                       | 原画                                                                             | 為家尽人                  |
| 2010-2013 | NARUTO -ナルト- 疾風伝                                             | 原画                                                                             | 湖川友謙 為家尽人         |
| 2011      | ブレイクブレイド                                                   | 原画                                                                             | 湖川友謙                  |
| 2011      | Persona4 the ANIMATION                                             | 作画監督 原画                                                                    | 小馳那乃國広道            |
| 2012      | LUPIN the Third -峰不二子という女-                                 | 原画                                                                             | 小馳那乃國広道            |
| 2012      | さんかれあ                                                         | 原画                                                                             | 小馳那乃國広道            |
| 2012      | 黒子のバスケ                                                       | 作画監督 原画                                                                    | 小馳那乃國広道            |
| 2012      | 薄桜鬼 黎明録                                                      | 作画監督 原画                                                                    | 小馳那乃國広道            |
| 2012      | ひだまりスケッチ×ハニカム                                          | 原画                                                                             | 小馳那乃國広道            |
| 2012      | 宇宙戦艦ヤマト2199                                                 | 原画                                                                             | 湖川友謙                  |
| 2012-2013 | 銀河へキックオフ!!                                                 | 原画                                                                             | 小馳那乃國広道 日和咲未喩 |
| 2012-2013 | 獣旋バトル モンスーノ                                              | コンテ                                                                           | 湖川友謙 小馳那乃國広道   |
| 2012-2013 | 獣旋バトル モンスーノ                                              | 作画監督                                                                         | 湖川友謙                  |
| 2012-2013 | 獣旋バトル モンスーノ                                              | 原画                                                                             | 小馳那乃國広道            |
| 2012-2013 | アイカツ!                                                          | 作画監督 原画                                                                    | 日和咲未喩                |
| 2012-2017 | ふるさと再生 日本の昔ばなし                                        | 文芸 絵コンテ 演出 作画 美術 キャラクターデザイン 原画 動画 仕上げ 色彩設定 背景 | 湖川友謙                  |
| 2013      | 機巧少女は傷つかない                                               | 原画                                                                             | 広道一輪                  |
| 2013-2014 | 弱虫ペダル                                                         | 作画監督                                                                         | 湖川友謙                  |
| 2013-2014 | 弱虫ペダル                                                         | 原画                                                                             | 広道一輪                  |
| 2014      | 戦国無双SP 〜真田の章〜                                            | 作画監督 アクション作画監督                                                      | 湖川友謙                  |
| 2015      | オレカバトル                                                       | 作画監督 原画                                                                    | 湖川友謙                  |
| 2015      | フューチャーカード バディファイト100                               | 絵コンテ 原画                                                                    | 湖川友謙                  |
| 2015      | GANGSTA.                                                           | 原画                                                                             | 湖川友謙                  |
| 2015-2016 | ルパン三世 PART4                                                   | 作画監督 原画                                                                    | 湖川友謙                  |
| 2016      | 虹色デイズ                                                         | 作画監督 原画                                                                    | 森林栖樹                  |
| 2016      | アクティヴレイド -機動強襲室第八係-                                | 作画監督 原画                                                                    | 森林栖樹                  |
| 2016      | サザエさん                                                         | 原画                                                                             | 湖川友謙                  |
| 2017      | 6HP -シックスハートプリンセス-                                     | 作画監督補佐 原画                                                                | 湖川友謙                  |
| 2018      | ハクメイとミコチ                                                   | 作画監督 原画                                                                    | 嵯縒能世布                |
| 2018      | お前はまだグンマを知らない                                         | キャラクターデザイン 総作画監督 ED作画監督 ED原画 原画                           | 湖川友謙                  |
| 2019-2020 | デュエル・マスターズ!!                                             | 作画監督 原画                                                                    | 嵯縒能世布                |
| 2020      | デュエル・マスターズ キング                                        | 原画                                                                             | 嵯縒能世布                |
| 2021      | 東京リベンジャーズ                                                 | 原画                                                                             | 湖川友謙                  |
| 2024      | ハズレ枠の【状態異常スキル】で最強になった俺がすべてを蹂躙するまで | 絵コンテ 演出                                                                    | 湖川友謙                  |

### 劇場アニメ
| 公開年 | タイトル                                                    | クレジット                                                    | 名義                     |
| ------ | ----------------------------------------------------------- | ------------------------------------------------------------- | ------------------------ |
| 1976   | UFOロボ グレンダイザー対グレートマジンガー                  | 原画                                                          | 湖川滋                   |
| 1976   | グレンダイザー ゲッターロボG グレートマジンガー 決戦!大海獣 | 原画                                                          | 湖川滋                   |
| 1977   | 世界名作童話 白鳥の王子                                     | (不明)                                                        | (NC)                     |
| 1978   | 世界名作童話 おやゆび姫                                     | (不明)                                                        | 湖川滋                   |
| 1978   | さらば宇宙戦艦ヤマト 愛の戦士たち                           | キャラクターデザイン 総作画監督                               | 湖川滋                   |
| 1980   | 火の鳥2772 愛のコスモゾーン                                 | レイアウト メカ作画監修 原画 メカデザイン                     | (NC)                     |
| 1982   | THE IDEON 接触篇 / 発動篇                                   | キャラクターデザイン アニメーションディレクター 作画監督 原画 | 湖川友謙                 |
| 1982   | THE IDEON 接触篇 / 発動篇                                   | 色彩設計                                                      | (NC)                     |
| 1983   | ゴルゴ13                                                    | コリオグラフィー                                              | 湖川友謙                 |
| 1983   | ザブングル グラフィティ                                     | キャラクターデザイン アニメーター                             | 湖川友謙                 |
| 1985   | オーディーン 光子帆船スターライト                           | キャラクターデザイン 作画監督                                 | 湖川友謙                 |
| 1986   | RUNNING BOY スター・ソルジャーの秘密                        | テクニカルコーディネーター                                    | 湖川友謙                 |
| 1997   | 新世紀エヴァンゲリオン劇場版 シト新生 DEATH                 | TV CREW：作画監督                                             | 花畑まう                 |
| 1997   | 新世紀エヴァンゲリオン劇場版 シト新生 DEATH                 | TV CREW：原画                                                 | 花畑まう 為家尽人 森木植 |
| 2005   | あした元気にな〜れ! 〜半分のさつまいも〜                    | キャラクターデザイン 総作画監督                               | 湖川友謙                 |
| 2009   | 宇宙戦艦ヤマト 復活篇                                       | キャラクターデザイン 総作画監督 原画                          | 湖川友謙                 |
| 2012   | ROAD TO NINJA -NARUTO THE MOVIE-                            | 原画                                                          | 小馳那乃國広道           |
| 2017   | 虐殺器官                                                    | 原画                                                          | 湖川友謙                 |
| 2017   | 宇宙戦艦ヤマト2202 愛の戦士たち                             | 原画                                                          | 湖川友謙                 |
| 2019   | 薄暮                                                        | 原画                                                          | 湖川友謙                 |
| 2021   | 100日間生きたワニ                                           | アニメーションディレク卜 コンテ 原画                          | 湖川友謙                 |

### OVA
| 発売年 | タイトル                     | クレジット                                                             | 名義              |
| ------ | ---------------------------- | ---------------------------------------------------------------------- | ----------------- |
| 1985   | GREED                        | 原作 脚本 監督 絵コンテ キャラクターデザイン 作画監督 ストーリーボード | 湖川友謙          |
| 1985   | GREED                        | 原画                                                                   | 亥間我子          |
| 1986   | COOL COOL BYE                | 原作 脚本 監督 キャラクターデザイン 作画監督                           | 湖川友謙          |
| 1987   | ロボットカーニバル           | 敵ボスのデザイン                                                       | (NC)              |
| 1988   | エースをねらえ!2             | レイアウト                                                             | 湖川友謙          |
| 1989   | 銀河英雄伝説                 | ゲストキャラクター原案 絵コンテ 作画監督                               | 湖川友謙          |
| 1989   | HI-SPEED JECY                | 作画監督                                                               | 湖川友謙          |
| 1989   | HI-SPEED JECY                | 原画                                                                   | 亥間我子          |
| 1993   | キャシャーン CASSHAN         | 作画監督                                                               | 湖川友謙          |
| 1993   | キャシャーン CASSHAN         | 原画                                                                   | 湖川友謙 藍葉古卯 |
| 1995   | 淫獣女教師                   | キャラクターデザイン 作画監督                                          | 薪モユ            |
| 2003   | アーケードゲーマーふぶき     | 原画                                                                   | 為家尽人          |
| 2007   | HELLSING III                 | 作画監督                                                               | 湖川友謙          |
| 2008   | 君が望む永遠 〜Next Season〜 | 原画                                                                   | 湖川友謙 斉藤広道 |

### webアニメ
| 配信年 | タイトル                                                                            | クレジット                                                      | 名義     |
| ------ | ----------------------------------------------------------------------------------- | --------------------------------------------------------------- | -------- |
| 2021   | 終末のワルキューレ                                                                  | 原画                                                            | 為家尽人 |
| 2022   | 海ノ民話のまちプロジェクト うみのむかしばなし「いわき鮫川のサメ伝説」               | 文芸 キャラクターデザイン 絵コンテ 演出 作画 美術 背景 色彩設計 | 湖川友謙 |
| 2023   | 海ノ民話のまちプロジェクト うみのむかしばなし「鮫川のサメ伝説『化身した黄金の鮫』」 | 文芸 キャラクターデザイン 絵コンテ 演出 作画 美術 背景 色彩設計 | 湖川友謙 |

### ゲーム
| 発表年 | タイトル                         | 媒体               | クレジット                     | 備考                 |
| ------ | -------------------------------- | ------------------ | ------------------------------ | -------------------- |
| 1984   | サンダーストーム                 | アーケード         | ステージ4：原画                |                      |
| 1985   | チャンツェストーン               | LDゲーム           | キャラクターデザイン           | 未発売作品           |
| 1989   | ドラゴンパニック 剣と魔法と冒険I | カードゲーム       | イラスト                       |                      |
| 1994   | 聖戦士伝承・雀卓の騎士           | PCエンジン         | キャラクターデザイン、作画監督 |                      |
| 1995   | 第4次スーパーロボット大戦        | スーパーファミコン | オリジナルキャラクターデザイン |                      |
| 1996   | 第4次スーパーロボット大戦S       | PlayStation        | オリジナルキャラクターデザイン |                      |
| 1998   | アフレイドギア                   | PlayStation        | キャラクターデザイン、作画監督 |                      |
| 1999   | TERRORS                          | ワンダースワン     | 第二話：演出                   |                      |
| 2004   | PLANET SAGA                      | 携帯ゲーム         | キャラクターデザイン           |                      |
| 2006   | Adventure Age                    | 携帯ゲーム         | キャラクターデザイン           | タイトルロゴも担当。 |
| 2019   | 鬼ノ哭ク邦                       | Nintendo Switch    | 題字                           |                      |

### 挿絵
- 機甲創世記モスピーダ外伝 ジェネシスブレイカー（2022年 - ：キャラクター原案）著：柿沼秀樹、画：マーシーラビット、ホビージャパン『月刊ホビージャパン』連載）

### その他
- 西武ライオンズ 電光掲示板のアニメ（1978年）
- パイロットフィルム『こぐまのミーシャ』（1979年頃：作画）
- CM『永井海苔 / ナガイの海苔』（1985年：作画）
- 実写映画『19 ナインティーン』（1987年：モンスターデザイン）
- J-キャラ企画『オニオニオン』（2000年：キャラクターデザイン）
- 株式会社ハイジ『惑星戦隊サンサンダー』（2002年：キャラクターデザイン）
- 教材ビデオ『落語アニメ おばけ長屋』（2003年：キャラクターデザイン・作画）
- CM『永盛ジャパン / コリアンシェフ』（2004年：作画）
- 増井心2ndシングル『MY HERO』PV（2006年：キャラクターデザイン・アニメーション）
- 株式会社ダイダロス ロゴデザイン（2014年）
- 福島県鏡石町の田んぼアート（2017年 - [注釈 1]：デザイン）
  - 「一寸法師」（2017年）
  - 「うさぎとかめ」（2018年）
  - 「眠れる森の美女」（2019年）
  - 「"たのしい"おむすびころりん」（2021年）
  - 「つるのおんがえし」（2022年）
  - 「唱歌"牧場の朝"のまち」（2023年）

## 著書

### 技術書
- 『アニメーション作画法 -デッサン・空間パースの基本-』（創芸社、1985年）
- 『アニメーション作画法 -実技編-』（創芸社、1986年）
- 『新版 アニメーション作画法 -デッサン・空間パースの基本と実技-』（復刊ドットコム[30]、2019年）

### 漫画
- 『アンバランス・アングル・ミナミ』（徳間書店、1984年）
- 『GREED』（朝日ソノラマ、1985年）

### 画集
- 『湖川友謙イラストレーションズ』（ヒット出版、1985年）
- 『THE BEBOW』（創芸社、1985年）※ビーボォーの画集、ビーボォー所属アニメーターとの共著
- 『湖川友謙 サンライズ作品画集』（一迅社、2017年）